# Makói FC
Makói Futball Club (Makói FC) – węgierski klub piłkarski z siedzibą w mieście Makó. W sezonie 2011/2012 klub uczestniczy w rozgrywkach Nemzeti Bajnokság III.

## Historia

### Chronologia nazw
Makói Spartacus-Vasas SE
- 1912: Makói Sport Egyesület (SE)
- 1924: Makói Vasutas Sport Egyesület (VSE)
- 1949: Makói Vasutas SK
- 1951: Makói Lokomotív SK (1950: przejęcie klubu Makói SzSE)
- 1953: Makói Vasas Sport Kör
- 1967: Makói Vasas Sportegyesület
- 1978: Makói Spartacus-Vasas SE (połączenie z Makói FK Spartacus w jeden klub)
- 1989: wydzielenie sekcji piłkarskiej i powstanie klubu Makói Futball Club

Makói FC
- 1989: Makói Futball Club (FC)

### Funkcjonowanie klubu Makói FC
Klub powstał w 1989 roku w wyniku wyłączenia z klubu sportowego Makói Spartacus-Vasas SE sekcji piłki nożnej. Od momentu powstania aż do sezonu 2003/04 grał w III i IV lidze. Od sezonu 2004/05 do 2010/11 grał w Nemzeti Bajnokság II. Po sezonie 2010/11 w wyniku fuzji z Kiskundorozsmai ESK powstał klub Szeged 2011, który przejął miejsce Makói FC w NB II. Klub Makói FC znalazł się tym samym w trzeciej lidze - NB III.